# Avon Lake (Ohio)
Avon Lake es una ciudad ubicada en el condado de Lorain en el estado estadounidense de Ohio. En el Censo de 2010 tenía una población de 22581 habitantes y una densidad poblacional de 783,41 personas por km².

## Geografía
Avon Lake se encuentra ubicada en las coordenadas 41°29′40″N 82°0′58″O / 41.49444, -82.01611. Según la Oficina del Censo de los Estados Unidos, Avon Lake tiene una superficie total de 28.82 km², de la cual 28.82 km² corresponden a tierra firme y (0%) 0 km² es agua.

## Demografía
Según el censo de 2010, había 22581 personas residiendo en Avon Lake. La densidad de población era de 783,41 hab./km². De los 22581 habitantes, Avon Lake estaba compuesto por el 95.74% blancos, el 1.1% eran afroamericanos, el 0.12% eran amerindios, el 1.25% eran asiáticos, el 0.03% eran isleños del Pacífico, el 0.39% eran de otras razas y el 1.36% pertenecían a dos o más razas. Del total de la población el 2.41% eran hispanos o latinos de cualquier raza.